# Manuel Martins da Silveira Lemos
Manuel Martins da Silveira Lemos (Rio Pardo, 17 de abril de 1808 — São Gabriel, 6 de maio de 1876) foi um político brasileiro.
Filho de Antônio Martins da Silveira Lemos, natural do Rio de Janeiro, e de sua mulher, Dorotéia Felícia Sousa, natural de Santo Amaro, era irmão do Padre Chagas. Casou com Florisbela Maria de Leão.
Foi eleito deputado na Assembleia Constituinte e Legislativa Farroupilha, em 1842. Foi diretor do Tesouro da República Rio-Grandense.